# Bryophaenocladius faegrii
Bryophaenocladius faegrii är en tvåvingeart som beskrevs av Schnell 1990. Bryophaenocladius faegrii ingår i släktet Bryophaenocladius och familjen fjädermyggor.
Artens utbredningsområde är Norge. Arten har ej påträffats i Sverige. Inga underarter finns listade i Catalogue of Life.